# Filadélfia (kommun i Brasilien, Bahia)
Filadélfia är en kommun i Brasilien.   Den ligger i delstaten Bahia, i den östra delen av landet, 1 000 km nordost om huvudstaden Brasília. Antalet invånare är 16 749. Arean är 564 kvadratkilometer.
Terrängen i Filadélfia är platt åt sydost, men åt nordväst är den kuperad.
Omgivningarna runt Filadélfia är huvudsakligen savann. Runt Filadélfia är det ganska glesbefolkat, med 32 invånare per kvadratkilometer.